# Cephalopholis microprion
Cephalopholis microprion е вид бодлоперка от семейство Serranidae. Видът не е застрашен от изчезване.

## Разпространение и местообитание
Разпространен е в Австралия, Бруней, Вануату, Виетнам, Индонезия, Камбоджа, Малайзия, Нова Каледония, Палау, Папуа Нова Гвинея, Сингапур, Соломонови острови, Тайланд и Филипини.
Обитава морета, заливи, лагуни и рифове. Среща се на дълбочина от 1,2 до 40 m, при температура на водата от 26,7 до 29,3 °C и соленост 33,7 – 35 ‰.

## Описание
На дължина достигат до 25 cm.